# Helmut Müller (Fußballspieler, 1937)
Helmut Müller (* 17. März 1937 in Steinach) ist ein ehemaliger deutscher Fußballspieler. In der höchsten Spielklasse des DDR-Fußballs, der Oberliga, spielte er für FC Carl Zeiss Jena sowie dessen Vorgänger SC Motor Jena. Der Stürmer wurde 1958 Torschützenkönig der DDR-Oberliga.

## Sportliche Laufbahn

### Gemeinschafts- und Clubstationen
Als Jugendlicher begann Helmut Müller 1951 bei der heimatlichen BSG Motor Steinach mit dem Fußballspielen. Als hoffnungsvolles Talent wurde er im Alter von 18 Jahren 1955 zum Beginn der Übergangsrunde zur Einführung eines Kalenderjahrsaisonrhythmus zum Zweitligisten Motor Jena, präziser zur Fußballabteilung des Sportclubs aus der Thüringer Universitätsstadt, delegiert. In der Spielzeit 1956 verhalf Müller den Jenaern mit 28 Toren in 26 Punktspielen zum Aufstieg in die Oberliga. Zwei Jahre später wurde er erneut Torschützenkönig, diesmal allerdings in der Oberliga mit 17 Treffern. Dies war etwa ein Drittel aller Jenaer Tore, deren 49 Treffer zur Vizemeisterschaft 1958 führten.
1960 konnte Müller seinen ersten Titelgewinn mit dem SC Motor Jena feiern. Am 7. Oktober dieses Jahr stand er im Endspiel um den DDR-Pokalwettbewerb, den die Jenaer nach einem 3:2-Sieg über den SC Empor Rostock gewannen. 1962/63 gewann Helmut Müller mit Jena die DDR-Fußballmeisterschaft. Von den 26 Punktspielen war er in 25 Begegnungen dabei und schoss neun Treffer.
Am 8. Mai 1964 stand er mit seiner Mannschaft erneut im Endspiel um den FDGB-Pokal, erzielte auch ein Tor, doch am Ende gewann der SC Aufbau Magdeburg mit 2:1. Seine letzte Oberligasaison absolvierte Helmut Müller im Alter von 30 Jahren 1966/67 für den 1966 aus dem SC Motor herausgelösten Fußballclub Carl Zeiss Jena. Bis 1972 spielte er noch in der 2. FCC-Mannschaft. Am Ende seiner Karriere war er in 230 Oberligaspielen aufgelaufen, in denen er 83 Tore erzielt hatte.

### Auswahleinsätze
Als treffsicherer Schütze drängte sich Müller auch für den Einsatz in den Auswahlmannschaften des DFV auf. Noch als Zweitligaspieler wurde er 1955 in vier Begegnungen der DDR-Juniorennationalmannschaft aufgeboten. 1956 spielte er zweimal in der Nachwuchsauswahl.
Am 27. Oktober 1957 kam er in Leipzig bei der Begegnung DDR – Tschechoslowakei zu seinem ersten Einsatz in der Nationalmannschaft. Auf der Position des rechten Außenstürmers war er der einzige Torschütze der DDR-Mannschaft, die sich mit 1:4 geschlagen geben musste. Bis 1962 absolvierte Müller insgesamt 13 A-Länderspiele, in denen er fünf Tore erzielte. Daneben bestritt er noch elf Partien für die B-Auswahl mit vier Treffern – alle gegen Ungarns Reserve.